# Domenico Cucci
Domenico Cucci (Todi, 1635 – Parigi, 1704) è stato un ebanista e incisore italiano naturalizzato francese.

## Biografia
Nato a Todi da famiglia umbra, si trasferì intorno al 1660 in Francia, forse su impulso del cardinal Giulio Mazzarino. Lavorò alla "manifattura di Gobelins" (in francese Manifacture royale des meubles des Gobelins), e alla fastosa decorazione della "Piccola galleria" alla reggia di Versailles.
Della sua vasta produzione di mobili impreziositi da intarsi, pietre dure e da decorazioni in bronzo e rame, rimangono soltanto pochi esemplari.
Nel 2009 in occasione di un'asta da Christie's un mobile realizzato da Cucci ha raggiunto il prezzo di vendita di 4.5 milioni di sterline, circa 5 milioni di euro. Si tratta di un armadietto in pietre dure fiorentine del XVII secolo, realizzato da Cucci a Parigi durante il regno di Luigi XIV, costruito tra il 1665 e il 1675. Cucci ne realizzò altri due esemplari per il Re Sole, che oggi sono di proprietà del Duca di Northumberland custoditi nel castello di famiglia ad Alnwick in Inghilterra.

### Il trono d'argento di Luigi XIV
A partire dall'installazione del re a Versailles il 6 maggio 1682, il salone di Apollo venne utilizzato come sala del trono. Il trono venne realizzato dal Cucci con un assemblaggio di figure d'argento provenienti dal Garde-Meuble de la Couronne: era ornato di sculture e da placche in argento, alto tre metri e posto su di una superficie coperta di tappeti persiani a fili d'oro, il tutto sormontato da un baldacchino broccato d'oro.
(Mercure galant, dicembre 1682)
La figlia dell'artista umbro, Maddalena Cucci, sposò lo scultore francese di origine fiamminga Sébastien Slodtz. Dal matrimonio nacquero tredici figli.